# Збицький Максим Володимирович
Макси́м Володи́мирович Зби́цький (27 вересня 1976, Чита, Російська РФСР —  16 грудня 2014, смт. Луганське, Артемівський район, Донецька область, Україна) — солдат Збройних сил України, учасник війни на сході України, номер обслуги (34-й окремий мотопіхотний батальйон, 57-ма окрема мотопіхотна бригада).

## Життєпис
Народився 27 вересня 1976 року в місті Чита.
З 1990 року проживав у смт Нові Санжари, Полтавська область.
Закінчив Карлівське професійно-технічне училище, Київську академію внутрішніх справ.
Працював на різних підприємствах, займався індивідуальною трудовою діяльністю.
19 червня 2014 року мобілізований як доброволець на захист України. Солдат 34-го окремого мотопіхотного батальйону Збройних сил України.
Помер 16 грудня 2014 року під час несення служби в зоні АТО в смт Луганське (Бахмутський район Донецька область). Під час чергування на блокпосту Максимові стало зле, але він відстояв свою зміну. В розташуванні частини відмовився від виклику медиків та пішов відпочити, а вночі помер.
Похований у Нових Санжарах.

## Нагороди та вшанування
- Указом Президента України № 23/2017 від 3 лютого 2017 року «за особисту мужність, виявлену у захисті державного суверенітету та територіальної цілісності України, самовіддане виконання військового обов'язку» нагороджений орденом «За мужність» III ступеня (посмертно)[3].

- 23 серпня 2015 року на будинку у Нових Санжарах, де проживав Збицький Максим, йому було відкрито меморіальну дошку[4].